# Isabelina (cor)

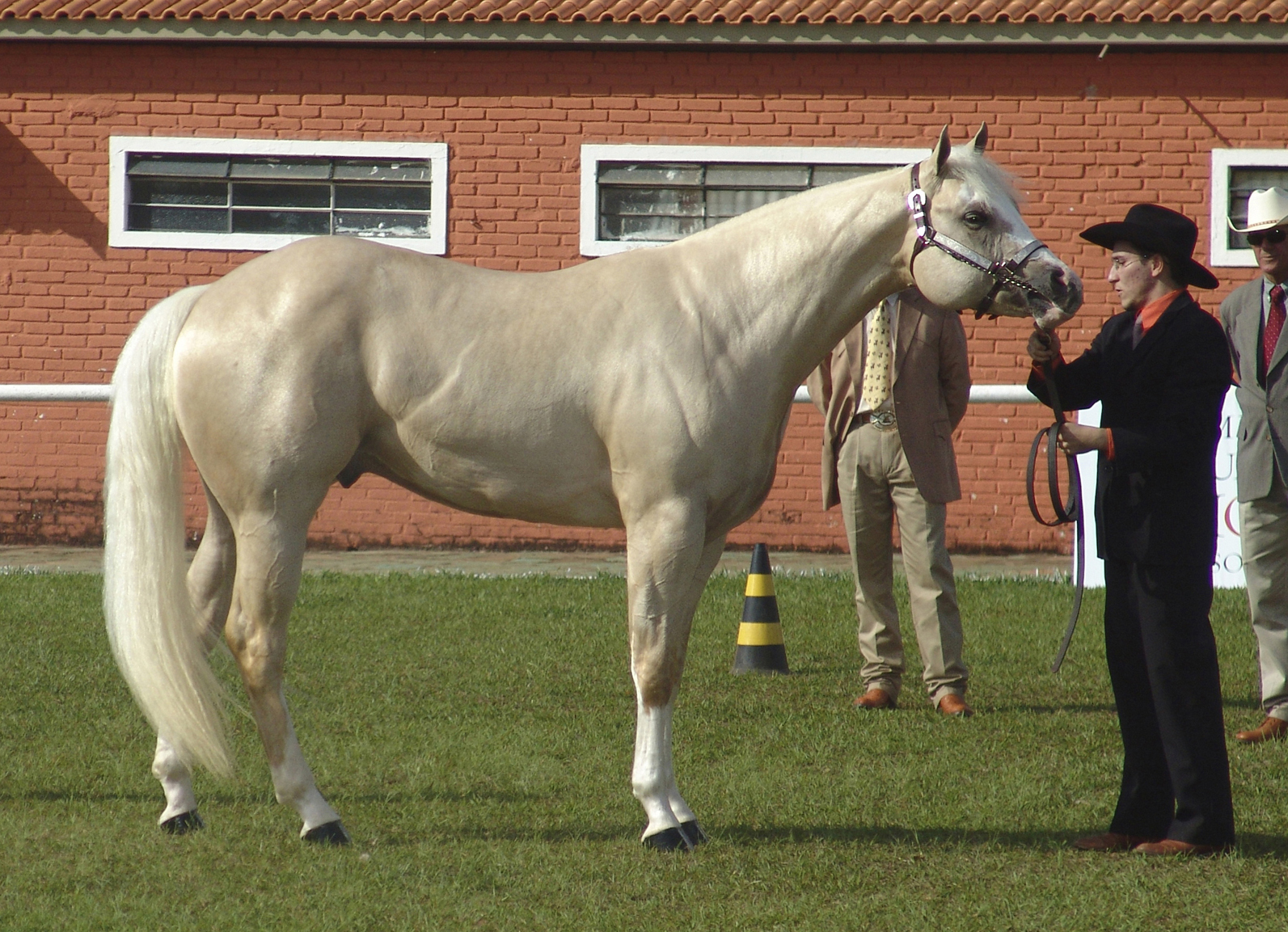
Quarto de milha palomino claro, que pode ser descrito como isabelino

Isabelina, também conhecida como isabela, é um cinza amarelado pálido, fulvo pálido, marrom creme pálido ou cor de pergaminho. É encontrada principalmente na coloração de animais de pelagem, particularmente na cor de plumagem em aves e, na Europa, em cavalos. Ela também tem historicamente sido aplicada à moda. O primeiro registro conhecido da palavra foi em 1600 como "cor isabela"; esse uso, mais tarde, tornou-se intercambiável na literatura com "isabelino" após o último ser introduzido na impressão em 1859. A origem da palavra não é clara; a incerteza tem gerado várias tentativas para fornecer uma etimologia e acabou levando a uma lenda proeminente.

## Uso e origens
O primeiro registro do uso de isabella como o nome de uma cor em inglês foi no ano de 1600, para descrever um item do guarda-roupa de Isabel I da Inglaterra: "um vestido de cetim cor Isabela ... com lantejoulas prateadas". Isabelina como um termo derivado foi usado pela primeira vez na revista Ibis em 1859, por Henry Baker Tristram, para descrever a cor comum da plumagem superior nas aves do Norte de África.
Algumas teorias foram propostas para a origem do nome da cor. De acordo com uma lenda popular, o nome vem da Infanta Isabel Clara Eugênia da Espanha; durante o Cerco de Oostende, que se iniciou em julho de 1601, alega-se que Isabel prometeu não trocar sua camisola até o cerco terminar, esperando uma vitória rápida para o seu marido Arquiduque Alberto da Áustria. Como o cerco durou mais de três anos, terminando finalmente em setembro de 1604, afirma-se que a descoloração da sua camisola nesse intervalo levou à designação da cor. No entanto, esta teoria foi dispensada pelo Oxford English Dictionary pois a palavra já estava em uso antes do cerco começar. Uma variação da lenda refere-se a Isabel I de Castela e o cerco de oito meses de Granada por Fernando II de Aragão, começando em abril de 1491. Este cerco terminou em janeiro de 1492 e, novamente, alega-se que resultou em uma camisola superutilizada pertencente a uma Isabela.
Outras teorias focam em animais perto da cor como a origem da palavra. Em 1904, vários escritores da revista Notes and Queries, instigados por uma questão de etimologia, debateram que a palavra pode ter começado como uma corrupção da palavra zibelino (um acessório de pele de mustela), observando a semelhança de cor e a popularidade do acessório no período em que a palavra entrou em uso pela primeira vez. O etimologista Michael Quinion informou que certas fontes sugeriram que uma suposta palavra árabe para leão, izah, poderia ser a origem, com um significado original parecido com "cor de leão". Porém, desde então concluiu que "não parece existir essa palavra em árabe e devemos desconsiderar a sugestão".

## Em animais

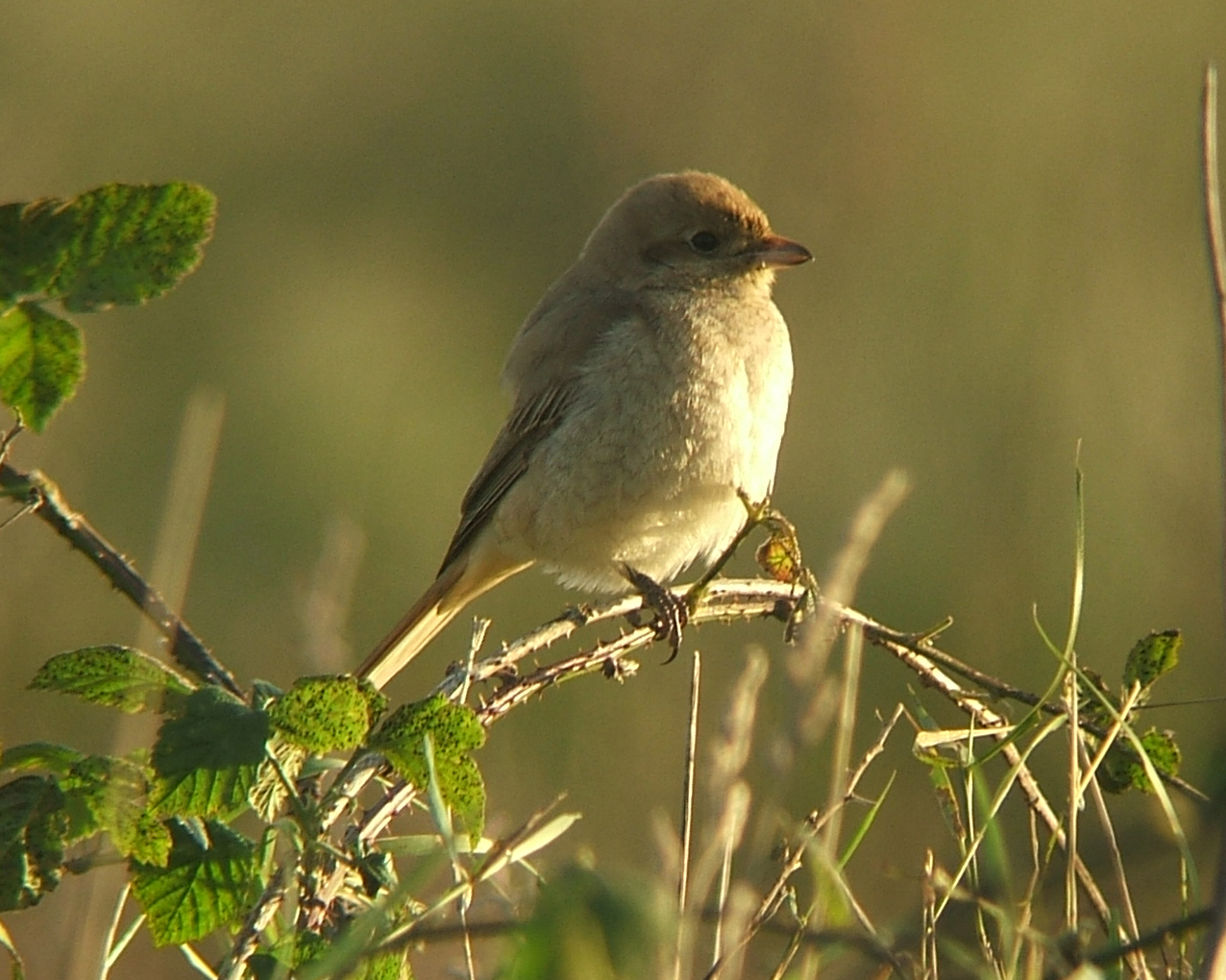
Picanço de cor isabelina

O termo é encontrado em referência à coloração da plumagem nos nomes das espécies Amaurornis isabellina, Oenanthe isabellina, e Lanius isabellinus, bem como em descrições de aves. A doença de pigmentação genética isabelinismo vista em aves é derivada da palavra para a cor, e é uma forma de leucismo causado por uma redução uniforme na produção e expressão de melanina, resultando em áreas de plumagem nas costas do pássaro, normalmente pretas, sendo fortemente desbotadas ou isabelino em aparência. Isabelinismo tem sido relatada em várias espécies de pinguim.
Isabelina e isabela são termos aplicados na Europa para cavalos palominos ou cremelo muito pálidos, animais com pelagem que é descrita como creme, ouro pálido ou quase branca; este é o principal uso das versões da palavra em francês (isabelle) e alemão (Isabella). Em cavalos, esta cor é criada pela ação do gene creme, um gene de diluição incompleto dominante que produz um cavalo com um revestimento de ouro e olhos escuros quando heterozigotos, e um cavalo cor de creme claro com olhos azuis quando homozigotos.
Uma subespécie do urso-pardo-do-Himalaia (Ursus arctos isabellinus) foi nomeado subespecificamente para a cor e às vezes também é conhecida como o urso isabelino.
A descrição também tem sido utilizada no Reino Unido para cães dobermann de cor fulva.